# 공모자들
《공모자들》은 2012년 개봉한 대한민국의 범죄 영화이다.

## 줄거리
과거 불법 장기 매매 조직에서 활동했던 영규는 친구의 갑작스러운 사고사를 계기로 손을 씻고 새로운 삶을 시작하려 한다. 그러던 중 알게 된 유리에게 호감을 느끼지만, 그녀는 영규의 과거를 모른 채 아버지 수술비를 마련하기 위해 장기 브로커를 찾는다. 그 브로커는 영규의 과거 고객이었고, 합법적인 장기 기증을 약속하지만 실제로는 영규 같은 불법 장기 매매업자들에게 의존하고 있었다. 유리를 돕기 위해 영규는 마지막으로 한 번만 더 일을 하기로 하고, 과거 조직원들과 함께 한국과 중국을 오가는 여객선에서 승객들을 납치해 장기를 적출하는 범행을 재개한다.
한편, 같은 배에 탑승한 부부 상호와 채희(휠체어 사용자)는 중국 웨이하이로 향한다. 배가 공해상에 진입하자마자 채희가 갑자기 실종되고, 그녀의 사진과 소지품마저 모두 사라진다. 영규는 우연히 같은 배에 탄 유리를 만나게 되고, 유리는 채희의 실종을 목격한 유일한 증인이라고 주장한다. 이들의 이야기는 배 안에서 벌어지는 불법 장기 매매의 음모와 실종된 아내를 찾는 남편의 절박한 사투를 중심으로 전개된다.

## 캐스팅
- 임창정 : 장기밀매총책 김영규 역
- 최다니엘 : 실종자 남편 이상호 역
- 오달수 : 출장외과의 경재 역
- 조윤희 : 유일한 목격자 유리 역
- 정지윤 : 실종자 윤채희 역 - 상호 아내
- 조달환 : 운반책임 준식 역
- 이영훈 : 대웅 역 - 망잡이
- 신승환 : 동배 역 - 장기밀매설계자
- 최일화 : 철수 역 - 유리 아버지
- 이문수 : 오 박사 역
- 허준석 : 프롤로그 남 역
- 김재화 : 춘자 역
- 고정일 : 세관원 역
- 윤상호 : 승무원 역
- 송이주 : 장 형사 역
- 박세영 : 민서 역
- 박성택 : 최 비서 역
- 박일목 : 원무과장
- 신혜정 : 따이공 2 역
- 이자민 : 응급실 간호사 역
- 하윤서 : 은행 여직원 역
- 곽진 : 중국사무실 공안 역
- 권오진 : 횟집 주인 역
- 김규선 -: 여승무원 역
- 이시유 : LJ 여직원 1 역
- 구지성 : 매표소 여직원 역
- 한은선 : 오박사 간호사 역
- 손종학 : 그룹 회장 역 (특별출연)
- 이예슬 : LJ 여직원 3 역 (특별출연)
- 공정환 : 용철 역 (특별출연)
- 오상진 : 경찰서 취재기자 역 (특별출연)
- 라미란 : 따이공 1 역 (특별출연)

## 수상
- 2012년 제20회 대한민국문화연예대상 영화부문 남자최우수상 - 임창정